# Cécile Ndjebet
Cécile Bibiane Ndjebet ist eine kamerunische Umweltschützerin. Sie setzt sich für die Gleichstellung der Geschlechter und die Rechte der Gemeinschaft auf Wälder und natürliche Ressourcen ein. Sie ist eine aktive Verfechterin der Landrechte von Frauen und hat sich in der Waldbewirtschaftung in 20 afrikanischen Ländern engagiert.

## Leben
Ndjebet gründete im Jahr 2000 Cameroon Ecology, eine nationale NGO, die sich für die Verbesserung des Managements natürlicher Ressourcen, der lokalen Regierungsführung und der wirtschaftlichen Entwicklung einsetzt. 2009 gründete sie das African Women’s Network for Community Management of Forests (REFACOF), ein regionales Netzwerk von 20 Ländern aus West- und Zentralafrika. Sie ist außerdem Komiteemitglied von The Forests Dialogue und der Civil Society Advisory Group, Co-Vorsitzende der Civil Society College of the Congo Basin Forest Partnership und Mitglied anderer multilateraler Gruppen und Initiativen, die sich auf Waldschutz, Wiederherstellung und Geschlechtergleichstellung konzentrieren.

## Wirken
Ndjebet leitet Bemühungen, Einfluss auf die Politik zur Gleichstellung der Geschlechter in der Waldbewirtschaftung in 20 afrikanischen Ländern zu nehmen. Sie ist aktives Mitglied der UN Women Major Group und eine Verfechterin der Landrechte von Frauen in verschiedenen globalen Frauennetzwerken. Ihre Arbeit umfasst die Mobilisierung von Landfrauen beim Pflanzen von Bäumen für Wälder und der Wiederherstellung von Mangroven in Afrika – und hat bisher 650 Hektar degradiertes Land wiederhergestellt.

## Auszeichnungen
Im Jahr 2021 wurde sie zum Mitglied des Beirats der UN-Dekade zur Wiederherstellung von Ökosystemen gewählt. Im Jahr 2022 wurde sie vom UN-Umweltprogramm zur Champion of the Earth for Inspiration and Action ernannt und erhielt von Collaborative Partnership on Forests den „Wangari Maathai Forest Champions“ Award. Im Jahr 2023 erhielt sie den Gulbenkian-Preis für Menschlichkeit.